# Pathé Records

Um disco lançado pela gravadora.

Pathé Records é uma gravadora da França que foi fundado em 1890 até na década de 1930.